# FSO Syrena
FSO Syrena – rodzina polskich samochodów osobowych i dostawczych produkowanych w latach 1957–1972 przez Fabrykę Samochodów Osobowych w Warszawie, a od 1972 do 1983 przez Fabrykę Samochodów Małolitrażowych w Bielsku-Białej pod marką FSM Syrena. Wyprodukowano 521 311 egzemplarzy.

## Historia

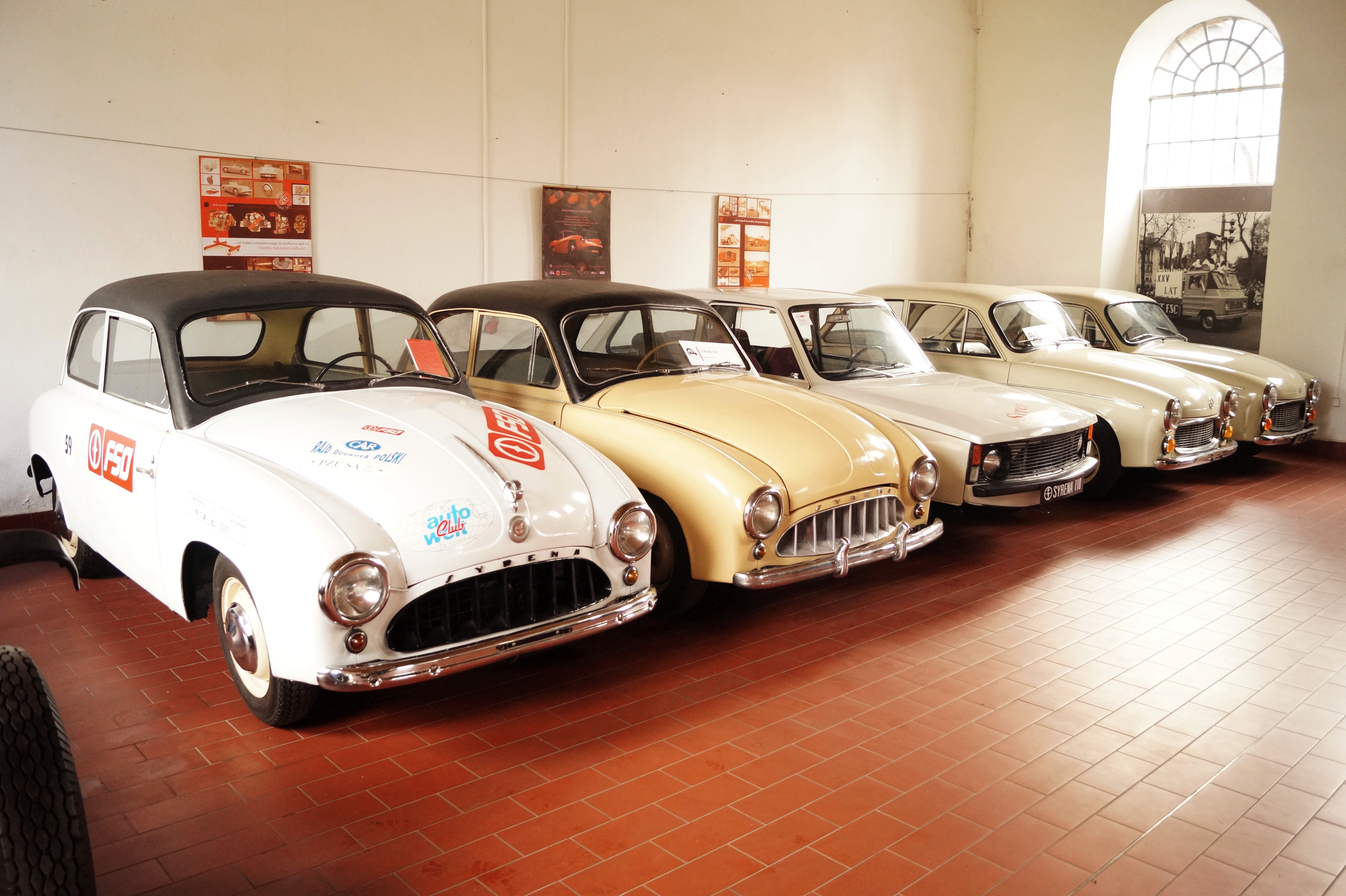
Dwie prototypowe FSO Syreny, prototyp FSO Syreny 110, oraz seryjne FSO Syrena 104 i FSM Syrena 105, ekspozycja w Muzeum w Chlewiskach

Decyzja o rozpoczęciu prac projektowych nad nowym polskim samochodem małolitrażowym została podjęta w maju 1953 roku przez ówczesne Prezydium Rządu. Miał on uzupełniać większy samochód FSO Warszawa. W czerwcu tego samego roku FSO otrzymała oficjalne zlecenie opracowania konstrukcji samochodu popularnego, wydane przez Ministerstwo Przemysłu Maszynowego oraz Centralny Zarząd Przemysłu Motoryzacyjnego. Według przyjętych założeń, w samochodzie, który otrzymał nazwę Syrena, należało w maksymalnym stopniu wykorzystać elementy konstrukcyjne modelu Warszawa M20, zaś do napędu pojazdu przeznaczyć mały, rzędowy dwucylindrowy silnik dwusuwowy. Nadwozie tego modelu miało być wykonywane w postaci drewnianego szkieletu wykończonego płytami pilśniowymi. Zakładane rozwiązania konstrukcyjne były jak na ówczesne czasy nowatorskie; silnik napędzał poprzez półosie z przegubami oś przednią. Zakładano początkowo wielkość produkcji jedynie 3-4 tysiące sztuk rocznie, ostatecznie była ona kilkakrotnie większa.

… należy zbudować popularny, oszczędzający czas środek przewozu przy wykonywaniu czynności służbowych i wypoczynku, przeznaczony dla racjonalizatorów, przodowników pracy, aktywistów, naukowców i przodujących przedstawicieli inteligencji.

W sierpniu 1953 roku nastąpiło oficjalne rozpoczęcie prac konstrukcyjnych, których realizacja podzielona została między trzy zakłady: FSO odpowiedzialne za opracowanie podwozia, BKPMot odpowiedzialne za nadwozie pojazdu i WSM Bielsko-Biała, której zadaniem była modernizacja i unowocześnienie silnika. Koordynatorem całości prac był inż. Karol Pionnier. Pierwszy przedprototypowy egzemplarz został ukończony i zaprezentowany 31 grudnia 1953 roku. Kolejne dwa przedprototypy wykonane zostały w styczniu 1954 roku.
Pojazdy przedprototypowe zbudowane zostały w dwóch wersjach, różniących się od siebie rodzajem zastosowanego poszycia drewnianego szkieletu nadwozia. Wersja I, zaprojektowana przez prof. Stanisława Panczakiewicza, zgodnie z początkowymi założeniami posiadała nadwozie wykończone płytami pilśniowymi obłożonymi dermatoidem. Natomiast w wersji II, autorstwa inż. Stanisława Łukaszewicza, zastosowano tłoczniki błotników przednich, błotników tylnych, fragmentów dachu oraz drzwi z samochodu Warszawa M20. Konstrukcja nadwozia przedprototypów osadzona została na podłużnicowej ramie, spawanej z belek prostokątnych. Do napędu zastosowano prototypowy opracowany przez zespół pod kierownictwem inż. Fryderyka Bluemke, 2-cylindrowy, dwusuwowy silnik benzynowy typu S-14 o pojemności skokowej 690 cm³ i mocy 16,2 kW (22 KM). Jednostka napędowa zblokowana została z 4-biegową manualną niezsynchronizowaną skrzynią biegów. W układzie jezdnym zastosowano przednie zawieszenie niezależne, oparte na poprzecznym resorze piórowym i poprzecznych dolnych wahaczach oraz hydraulicznych amortyzatorach ramieniowych. Zawieszenie kół tylnych opierało się na osi pływającej wspartej na poprzecznym resorze piórowym i jednym hydraulicznym amortyzatorze ramieniowym.
W lipcu 1954 roku przeprowadzono rajd doświadczalny z udziałem egzemplarzy przedprototypowych Syreny i konkurencyjnych samochodów zagranicznych na dystansie 3600 km. W wyniku rezultatów testowej eksploatacji postanowiono zrezygnować z całkowicie drewnianej konstrukcji nadwozia na rzecz metalowo-drewnianej oraz wprowadzić zmiany w układzie jezdnym i napędowym.
W okresie od października 1954 roku do marca 1955 roku zbudowano 5 egzemplarzy prototypów Syreny. Pojazdy te w stosunku do przedprototypów dysponowały zmodernizowanym nadwoziem, którego cześć dolna wykonana została ze stali natomiast konstrukcja dachu z drewna obłożonego dermatoidem. Nadwozie prototypów zostało osadzone na ramie spawanej. Niezależne zawieszenie kół przednich zostało oparte na poprzecznym resorze piórowym oraz dolnym wahaczu poprzecznym. Rurowa oś tylna została oparta na resorze piórowym, hydraulicznym amortyzatorze ramieniowym oraz dwóch podłużnych drążkach reakcyjnych. Do napędu prototypów zastosowano prototypowy silnik S-15 o pojemności skokowej 746 cm³ i mocy 19,1 kW (26 KM). Jednostka napędowa tak samo jak w przedprototypach zblokowana została z 4-biegową niezsynchronizowaną skrzynią biegów.
W czerwcu 1955 roku na XXIV Międzynarodowych Targach Poznańskich zaprezentowano po raz pierwszy publicznie prototypowy egzemplarz Syreny. Pojazd ten cieszył się znacznym zainteresowaniem odwiedzających targi. W sierpniu 1955 roku zorganizowano rajd doświadczalny o długości 6000 km z udziałem prototypowych wersji Syreny oraz zachodnich samochodów Renault 4CV, Panhard Dyna, DKW 3=6 i Goliath GP700.
W styczniu 1956 roku ukończono dokumentację produkcyjną Syreny. Doświadczenia zdobyte podczas rajdów doświadczalnych doprowadziły do wyeliminowana z konstrukcji nadwozia pojazdu elementów drewnianych.

### Dane techniczne przedprototypów i prototypów
| Parametr            | Przedprototyp                    | Prototyp                         |
| ------------------- | -------------------------------- | -------------------------------- |
| Oznaczenie silnika  | S-14                             | S-15 (prototyp)                  |
| Typ silnika         | benzynowy dwusuwowy 2-cylindrowy | benzynowy dwusuwowy 2-cylindrowy |
| Średnica cylindra   | 72 mm                            | 76 mm                            |
| Skok tłoka          | 85 mm                            | 82 mm                            |
| Pojemność silnika   | 690 cm³                          | 746 cm³                          |
| Moc maksymalna      | 22 KM/3800                       | 26 KM/3800                       |
| Moment obrotowy     | Brak danych                      | 60,8 Nm przy 2800                |
| Stopień sprężania   | 6,1:1                            | 6,8:1                            |
| Prędkość maksymalna | 100 km/h                         | 102 km/h                         |
| Długość             | ok. 4000 mm                      | 4050 mm                          |
| Szerokość           | Brak danych                      | 1555 mm                          |
| Wysokość            | Brak danych                      | 1520 mm                          |
| Rozstaw osi         | 2300 mm                          | 2300 mm                          |
| Masa własna         | 840 kg                           | 850 kg                           |
| Skrzynia biegów     | 4-biegowa, manualna              | 4-biegowa, manualna              |
| Koła                | 5.00-16                          | 5.00-15                          |

## Modele osobowe

### Syrena 100

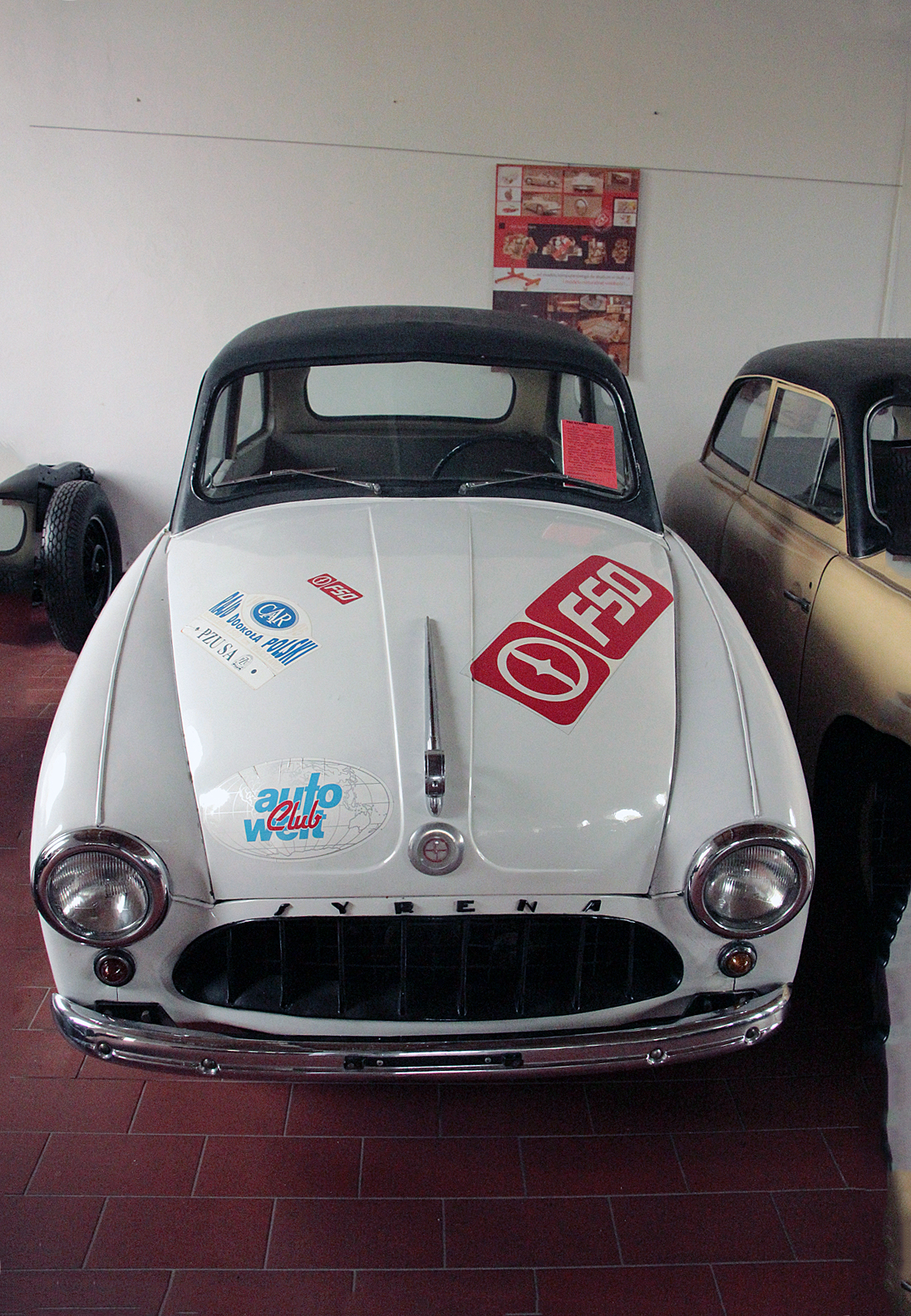
Prototypowa FSO Syrena z 1955 roku w Muzeum w Chlewiskach

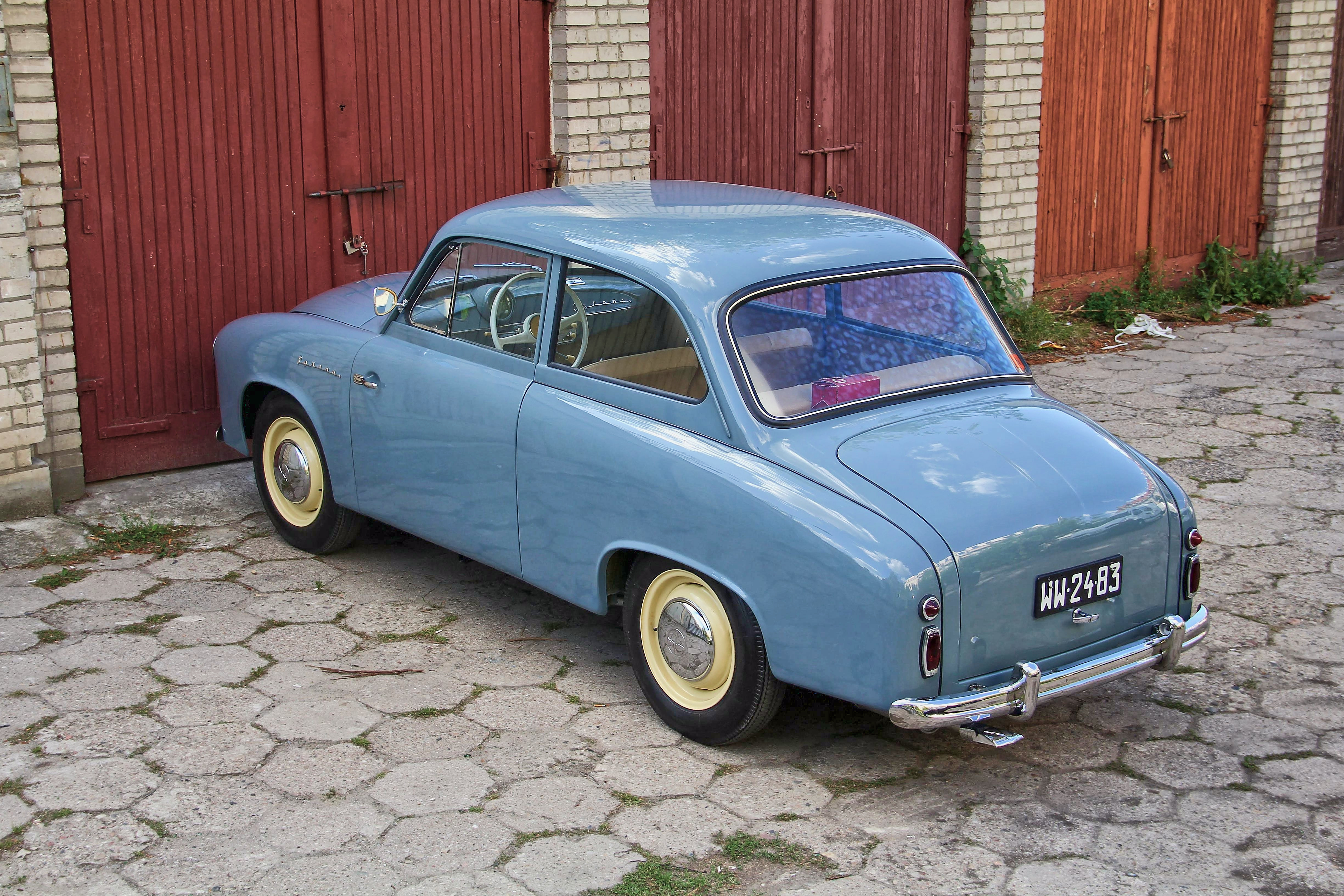
FSO Syrena 100 – tył pojazdu

W 1956 roku zarządzono wdrożenie samochodu Syrena do produkcji, z zakładanym poziomem 10 tys. egzemplarzy rocznie. Po prawie czteroletnim okresie prac nad konstrukcją nowego samochodu małolitrażowego, 20 marca 1957 roku rozpoczęto jego produkcję. Pierwszy model Syreny początkowo nie nosił oznaczenia liczbowego, a dopiero po pojawieniu się kolejnej wersji 101 zaczęto pierwszy model oznaczać jako 100. W pierwszym roku wyprodukowano 200 sztuk Syren, których nadwozie wykonane było z blach ręcznie wyklepywanych na cementowo-asfaltowych formach. W następnym roku w ten sam sposób wyprodukowana została jeszcze seria 300 egzemplarzy. Produkcja nadwozi z wykorzystaniem powstałych na prasach tłoczników, łączonych ze sobą poprzez zgrzewanie rozpoczęta została jesienią 1958 roku.
W stosunku do prototypów, seryjne Syreny 100 posiadały w pełni metalową konstrukcję nadwozia, które osadzone zostało na ramie podłużnicowej. Z przodu zmodernizowano wygląd atrapy chłodnicy – wyróżniała się ona dwoma poziomymi żebrami malowanymi w kolorze nadwozia, wykończonymi chromowanymi listwami. W układzie jezdnym w stosunku do wersji prototypowych nie wprowadzono zmian. Do napędu zastosowano dwusuwowy, 2-cylindrowy silnik S-15 o pojemności skokowej 746 cm³ (średnica cylindra 76 mm, skok tłoka 82 mm). Przy stopniu sprężania 6,8-7,0:1 miał on moc maksymalną 27 KM (19,9 kW) przy 3800 obr./min i moment obrotowy 61 Nm przy 2800 obr./min. Jednostka ta zasilana była gaźnikiem Jikov 35P0H lub BVF H362-8 (opadowo, bez pompy paliwa) i zblokowana została z 4-biegową, niezsynchronizowaną skrzynią biegów. W układzie zawieszenia zastosowano resory piórowe oraz amortyzatory dźwigniowe. Z przyczyn technicznych oraz finansowych w Syrenie 100 zastosowano szereg elementów konstrukcyjnych z samochodu Warszawa M20 m.in. pompę hamulcową, przekładnię kierowniczą, drążki kierownicze oraz bębny hamulcowe. Wykorzystanie tych podzespołów przyczyniło się do zwiększenia masy własnej tego modelu. Prędkość maksymalna wynosiła 100 km/h, zaś średnie zużycie paliwa 8,5 l / 100 km.
Charakterystycznie rozwiązano zamek drzwi – wyposażone w niego były tylko drzwi pasażera. Syrena 100 została przetestowana w 1957 przez redakcję magazynu „Motor”. Samochodowi zarzucano: niską jakość wykonania, jak i wykończenia, niewygodne miejsca siedzące, opornie działającą skrzynię biegów, słaby układ hamulcowy wymagający zbyt dużego nacisku na pedał od kierowcy, ubogie wyposażenie kabiny pasażerskiej oraz zbyt duże koło kierownicy. Zmierzono prędkość maksymalną 98,9 km/h oraz średnie zużycie paliwa na poziomie 7,1 l / 100 km.

### Syrena 101
Już w momencie wprowadzenia do produkcji seryjnej Syreny 100 zdawano sobie sprawę z niedostatków oraz wad tego auta, które utrudniały jego eksploatację oraz produkcję. Ze względów finansowych oraz technicznych dalsze usprawnienia i modernizacje Syreny postanowiono wprowadzać etapami.
Pierwsza zmodernizowana wersja o oznaczeniu Syrena 101 wdrożona została do produkcji seryjnej w 1960 roku. W układzie zasilania silnika S-15 zastosowano sterowaną pneumatycznie pompę paliwa typu BVF UPO oraz gaźnik typu BVF H362/13 wyposażony dodatkowo w urządzenie rozruchowe. Jednostka napędowa osiągała moc 27 KM przy 3800 obr./min, co pozwalało na osiągnięcie prędkości 105 km/h. Modernizacja układu jezdnego objęła zawieszenie przednie, w którym wprowadzono amortyzatory teleskopowe oraz zmieniono konstrukcję wspornika resoru. Dodatkowo zastosowano koła o rozmiarze 5,60-15, które w stosunku do poprzedniego modelu miały mniejszą średnicę i były szersze. Zmiana ta spowodowała zwiększenie rozstawu kół tylnych o 40 mm. W nadwoziu auta zastosowano usztywnioną pokrywę silnika, zmieniono konstrukcję progów, wprowadzając równocześnie progowe listwy ozdobne wykonane z aluminium (drzwi obecnie nie zachodziły na progi), oraz zastąpiono jednopiórową wycieraczkę szyby przedniej zespołem wycieraczek o dwóch piórach pracujących współbieżnie (według niektórych źródeł, część ulepszeń, jak podwójne wycieraczki i mniejsze koła, wprowadzono już na późnych samochodach modelu 100). Oprócz tego, po bokach na całej długości nadwozia umieszczono ozdobną aluminiową listewkę załamującą się nad tylnym nadkolem.

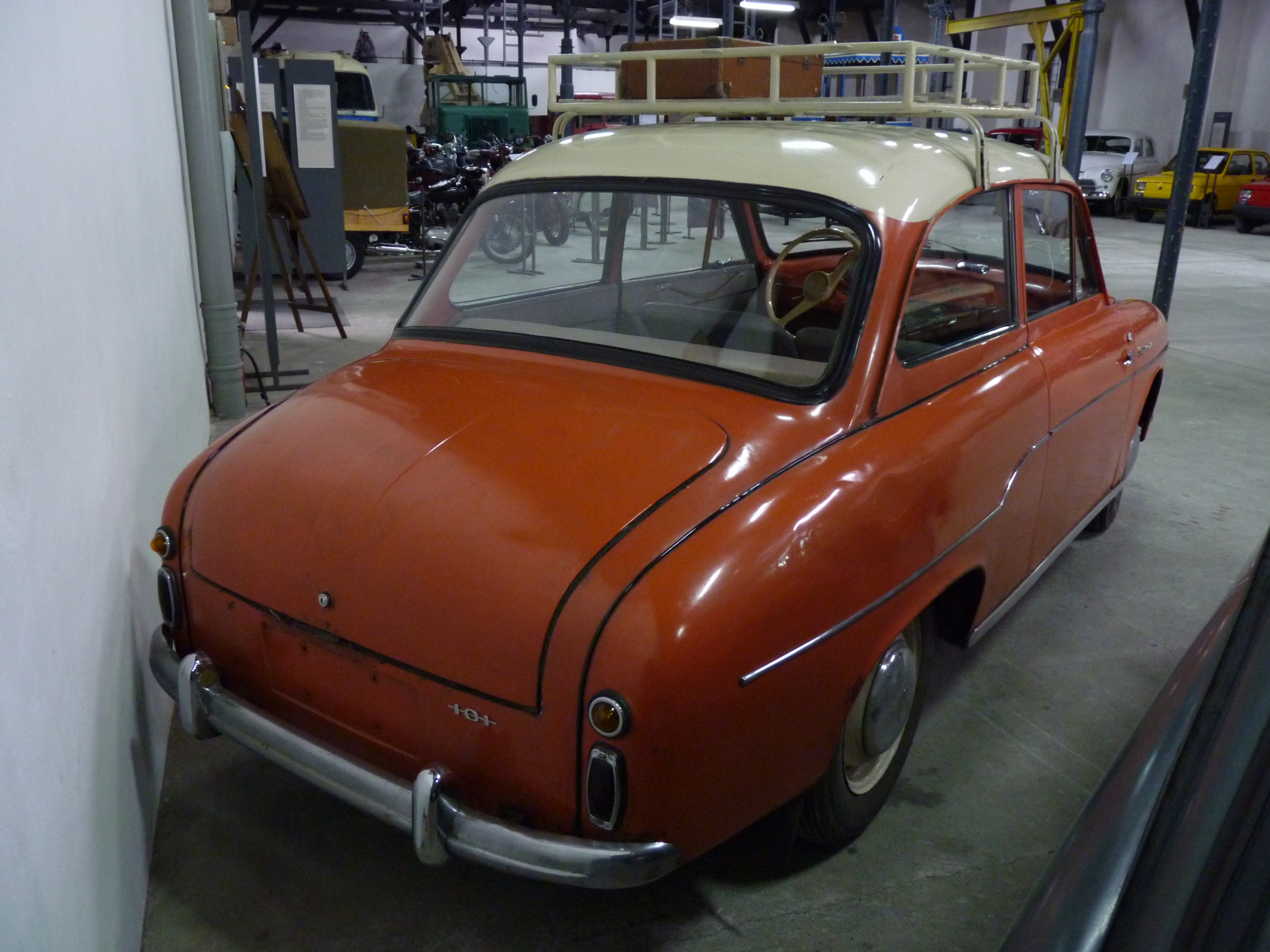
FSO Syrena 101 – tył pojazdu

### Syrena 102
Syrenę 102 produkowano w latach 1962–1963. Od poprzedniego modelu – Syreny 101 odróżniała się krótszą klapą bagażnika o innej konstrukcji i innymi detalami nadwozia. Dodatkowo zmieniono ustawienie koła zapasowego w bagażniku na prawie pionowe, co zaowocowało wzrostem pojemności ładunkowej. Zastosowano także nowe odchylane fotele przednie.
W pasie tylnym zaczęto montować zespolone lampy, zamiast pochodzących z Warszawy. Nadwozie malowano najczęściej w dwóch kolorach, dach w kolorze zbliżonym do barwy kości słoniowej, resztę karoserii w innym kolorze  (najczęściej błękit lub szary). Dźwignię hamulca ręcznego przeniesiono na prawo od kolumny kierowniczej – pod deskę rozdzielczą, dodano także drugie położenie dla stacyjki, które uruchamiało rozrusznik. Moc silnika i osiągana prędkość maksymalna w porównaniu z Syreną 101 pozostały niezmienione. Zalecana przez producenta prędkość podróżna wynosiła 60–75 km/h.
Produkowano również model 102 S wyposażony w silnik o pojemności 992 cm³ i mocy 42 KM przy 4200 obr./min z Wartburga 312. Zastosowano w nim skrzynię biegów ze zsynchronizowanymi biegami II, III i IV. Prędkość maksymalna wynosiła 125 km/h. Zewnętrznie model 102 S różnił się od 102 podwójnymi listwami ozdobnymi umieszczonymi poniżej klamek po bokach auta, oraz przednim grillem z pionowymi gęsto rozmieszczonymi żeberkami pokrytymi chromowanymi listwami. Powstało około 150 egzemplarzy wersji 102 S.

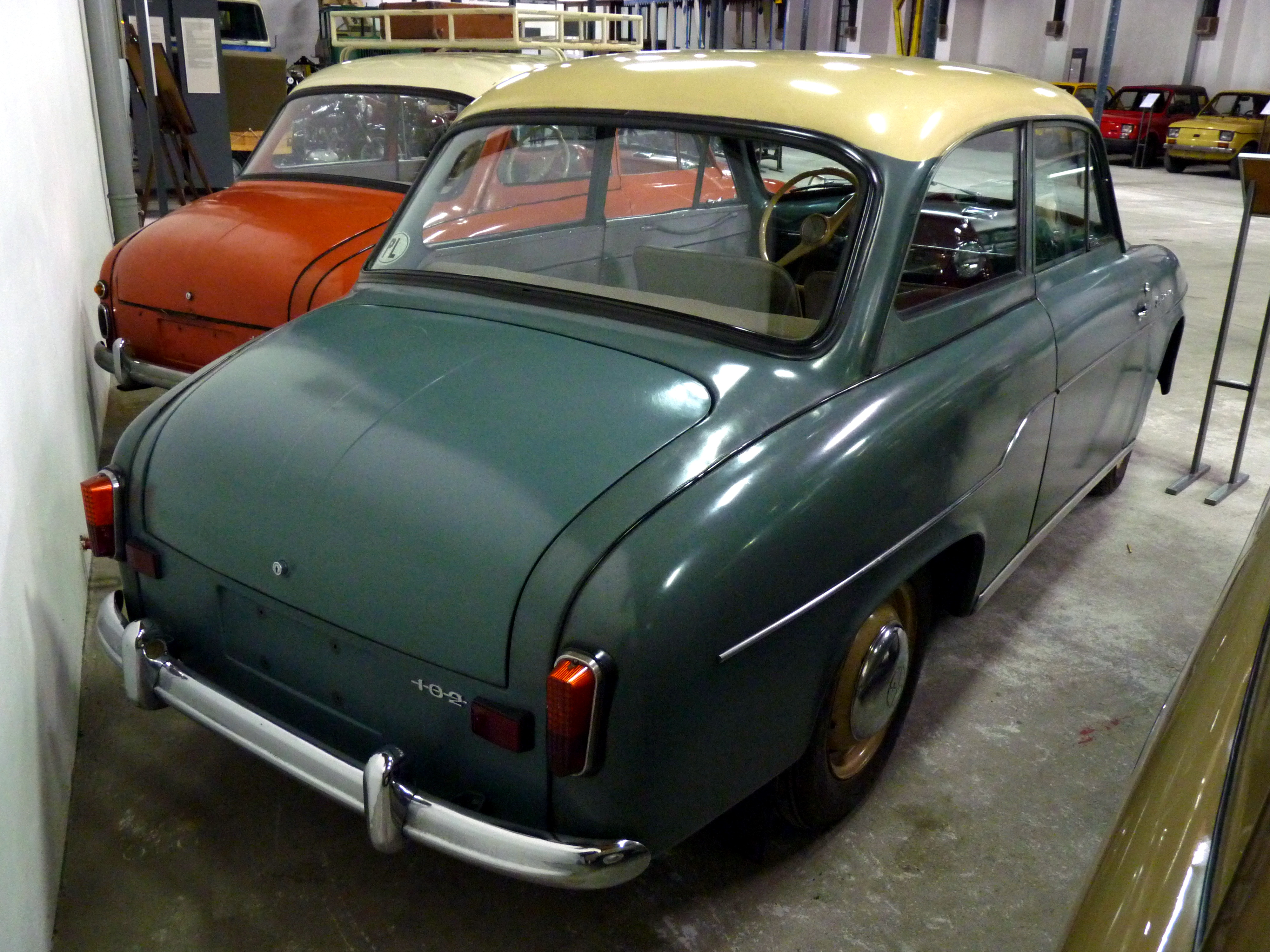
Tył Syreny 102 z Muzeum Inżynierii Miejskiej w Krakowie

### Syrena 103
Model 103 produkowany był od października 1963 do lipca 1966 roku. W stosunku do poprzednika, głównymi zmianami były zmodernizowany przód (inny wlot powietrza) oraz nowy silnik S-150.
Główne zmiany w silniku dotyczyły stopnia sprężania i faz rozrządu oraz rozwiązania wydechu (inny układ tłumików). Dzięki modyfikacjom rozwijał on moc 30 KM przy 4000 obr./min, co pozwalało na rozpędzenie Syreny 103 do prędkości 105 km/h.

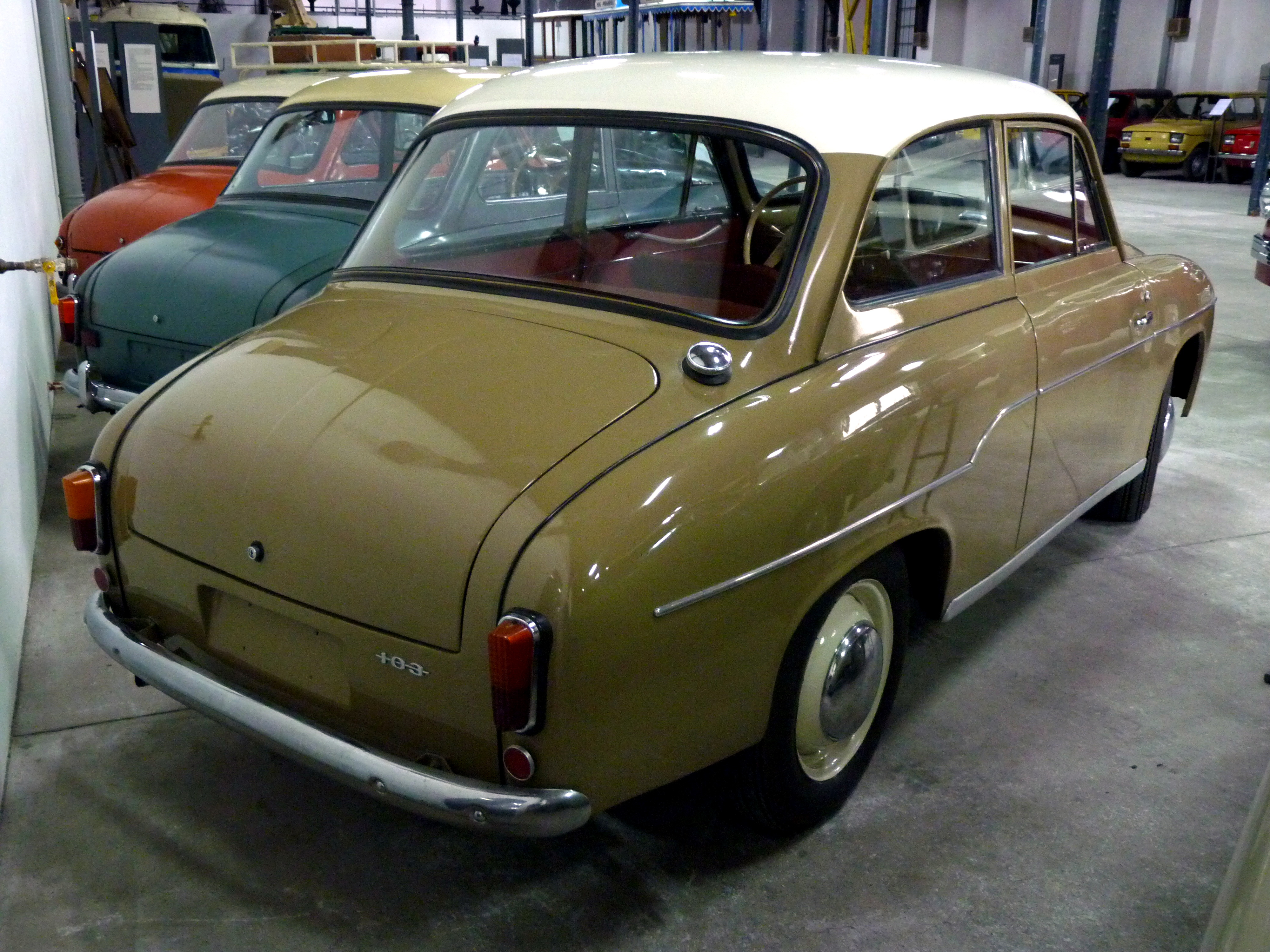
Syrena 103 od tyłu w Muzeum Inżynierii Miejskiej w Krakowie

Kilka zmian wprowadzono także już podczas produkcji modelu 103. Zbiornik paliwa spod maski trafił za oparcie tylnej kanapy. Wskaźnik prądu ładowania zastąpiono wskaźnikiem poziomu paliwa oraz wprowadzono lampkę kontrolną prądu ładowania. Pojedynczy amortyzator ramieniowy tylnej osi zastąpiono dwoma amortyzatorami teleskopowymi. Zmieniono także pas przedni i tylny – ze zderzaków usunięto charakterystyczne kły, ulepszono zamek maski. Z kołpaków zniknęło logo FSO.
Od 1965 roku samochody wyposażone były w nagrzewnicę z dmuchawą elektryczną połączoną z układem chłodzenia.

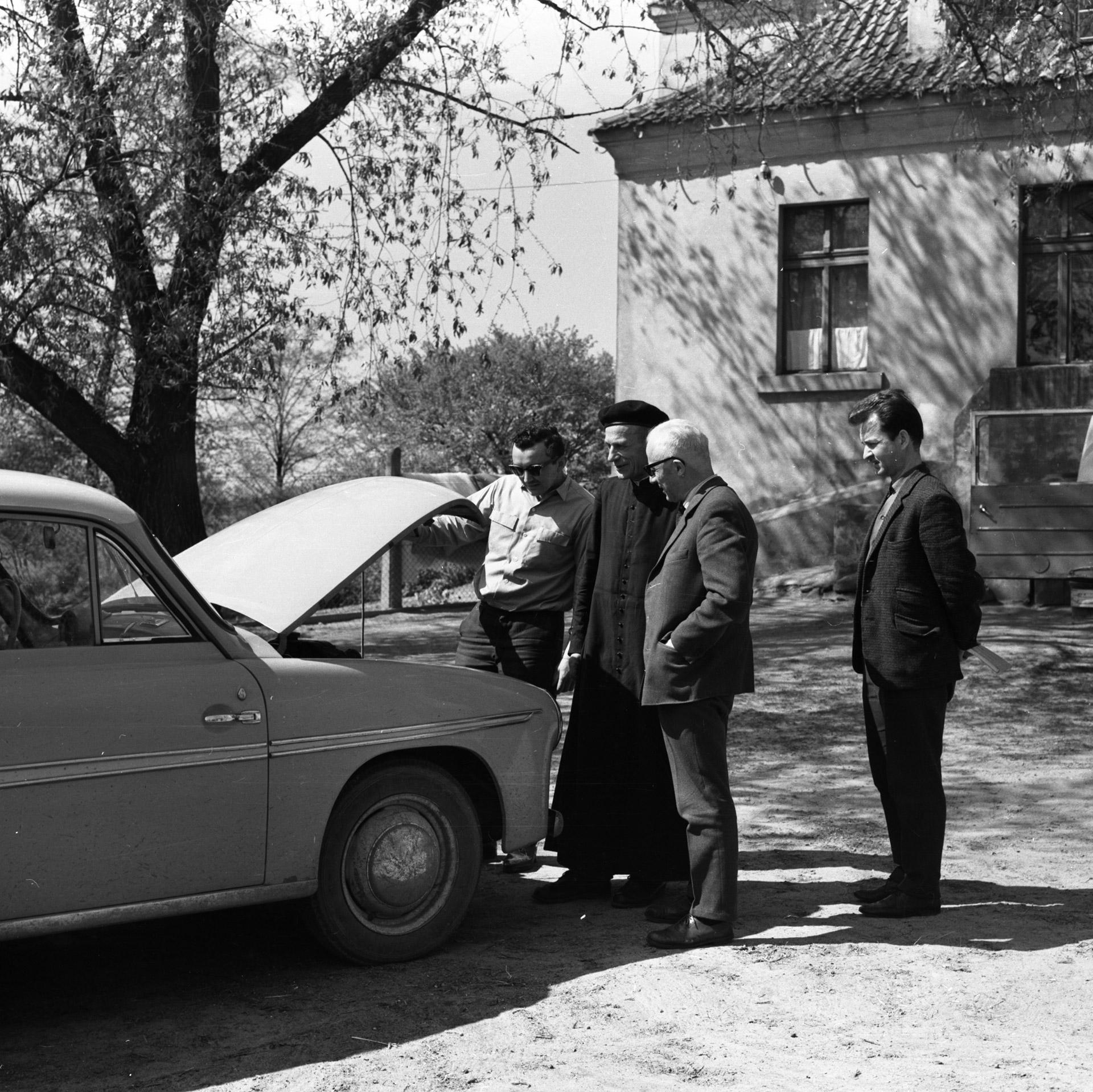
FSO Syrena 103 S

Istniała także wersja 103 S, wyposażona w silnik Wartburga o pojemności skokowej 992 cm³ i mocy 45 KM oraz synchronizowaną skrzynię biegów, co dało dużą poprawę osiągów pojazdu (silnik ten wykorzystano także w Syrenie 102 S). Wersja ta, zwana gwarowo folksdojcz, wyróżniała się podwójnymi listwami ozdobnymi na bokach nadwozia.
Zmieniono znacznie sposób produkcji auta – wykonano około 250 nowych tłoczników, zmieniono technologię spawania, dzięki czemu karoseria stała się sztywniejsza i szczelniejsza. Istotnych zmian doczekał się także proces malowania nadwozi – zaczęto je lakierować piecowo, co wpłynęło pozytywnie na ich jakość i trwałość.

### Syrena 104
Model 104 samochodu FSO Syrena produkowany był w latach 1966–1972. Zastosowano w nim nowy silnik trzycylindrowy S-31 o pojemności 842 cm³ i mocy maksymalnej 40 KM oraz całkowicie zsynchronizowaną skrzynię biegów. Nowa jednostka napędowa charakteryzowała się wydajniejszym wymuszonym układem chłodzenia z pompą wodną. Zmieniono klosze lamp tylnych, reflektory, kierunkowskazy przednie, kołpaki. Podstawową zmianą w nadwoziu była zmiana ściany grodziowej. W kabinie zmieniono usytuowanie cięgien sterowania, m.in. „ssania” i rączki hamulca ręcznego. Model 104 w odróżnieniu od 102 i 103 ozdabiano unoszącymi się ku górze listwami bocznymi umieszczonymi na wysokości klamek. Syrena 104 była ostatnim modelem z drzwiami otwieranymi „pod wiatr”, czyli przeciwnie do kierunku jazdy. W październiku 1971 roku rozpoczął się montaż szkolny Syreny 104 w Bielsku-Białej, do końca roku zmontowano 117 sztuk. W 1972 roku wyprodukowano 9002 szt. Syren 104 i 105 (pierwsze Syreny miały logo WSM na masce)

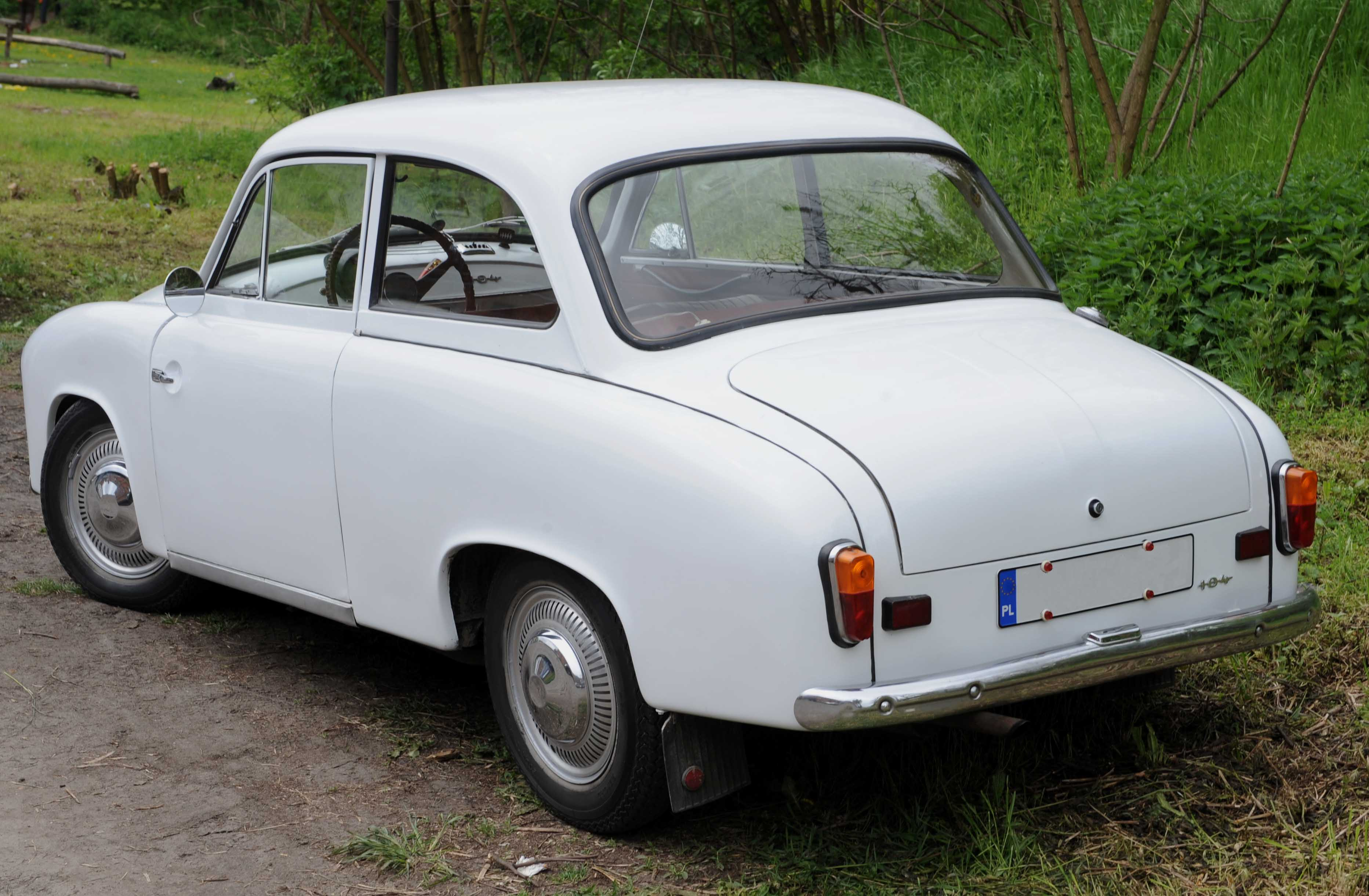
Tył Syreny 104 (bez listew ozdobnych)

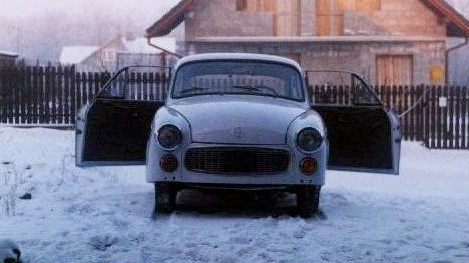
Widok na Syrenę 104 z otwartymi drzwiami

### Syrena 105
Syrena 105 była produkowana w 1972 roku przez FSO, a następnie po przeniesieniu całości produkcji w latach 1972–1983 w FSM (do 1972 roku pod nazwą WSM). 30 sierpnia 1972 w FSM rozpoczęto systemem potokowym montaż i produkcję tego typu samochodu.

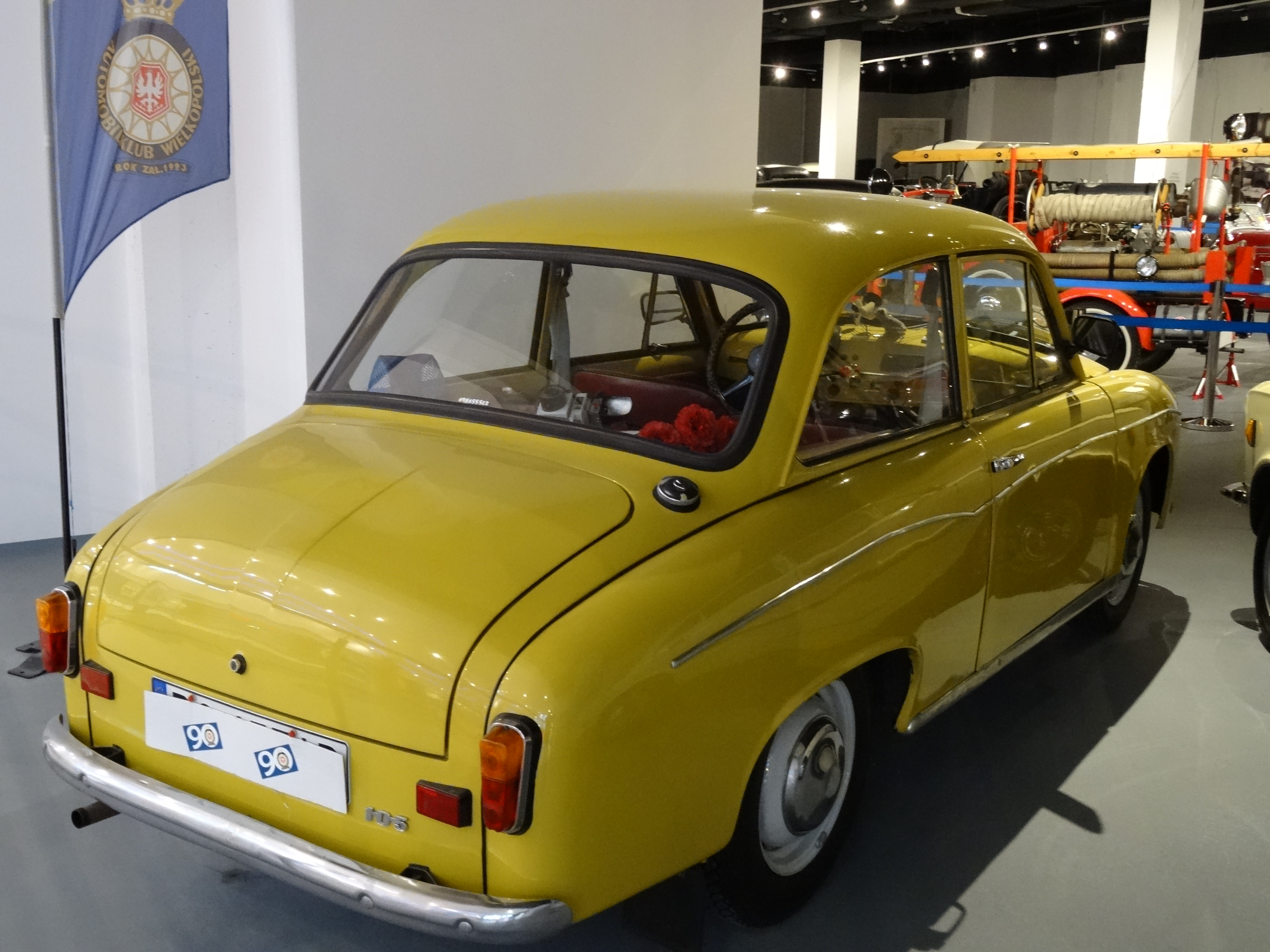
Tył Syreny 105

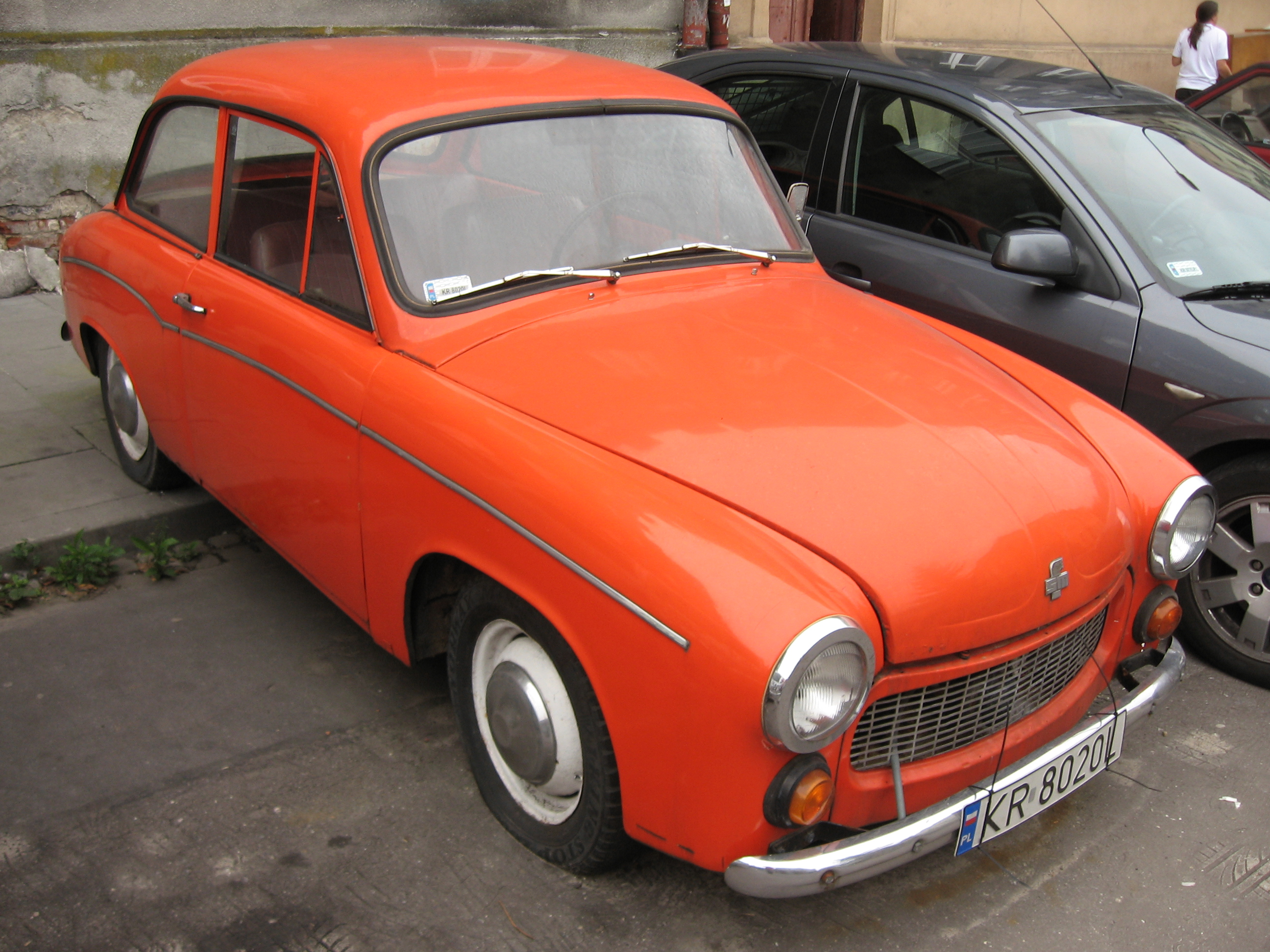
Syrena 105 Lux

Pierwsze modele 105 produkowano jednocześnie na Żeraniu i w Bielsku do czasu całkowitego przeniesienia produkcji do Bielska. Samochody te różniły się tylko znaczkami (warszawskie FSO, bielskie WSM – „Wytwórnia Sprzętu Mechanicznego”), po zmianie nazwy fabryki zastąpionym znaczkiem FSM. Od poprzednika odróżniają go drzwi z zawiasami umieszczonymi na przednim słupku nadwozia (jak w większości współczesnych samochodów). Zastosowano klamki zewnętrzne pochodzące z modelu Polski Fiat 125p. Obniżono o 2 cm krawędź bocznych okien. Wewnątrz siedzenia przednie wyposażono w blokadę położenia. Zastosowano prostokątne tylne światła odblaskowe obok kloszy lamp tylnych. W 1975 roku wprowadzono także dwuobwodowy układ hamulcowy. W Warszawie powstało 3571 egzemplarzy Syreny 105.
Od 1975 roku produkowano także wersję Syrena 105 Lux z lewarkiem zmiany biegów i dźwignią hamulca pomocniczego w podłodze między siedzeniami. Syrena 105 L miała także węższe fotele z regulacją kąta oparcia. W tym roku również zaczęto montować radio w specjalnie wyciętym i zaślepianym czarną atrapą otworze. Na kołach pojawiły się także ozdobne kołpaki. Samochód mógł rozpędzić się do 120 km/h.
Syrena 105 doczekała się wersji pochodnych: Syrena R20 to rolniczy pick-up, natomiast Syrena Bosto to furgon.
W 2013 roku egzemplarz Syreny 105 został zakupiony w Polsce przez ekipę brytyjskiego programu Fani czterech kółek, sprowadzony do Wielkiej Brytanii, odremontowany w poświęconym mu odcinku programu i sprzedany następnie za 8000 funtów do prywatnego muzeum motoryzacji Bubble Car Museum w Lincolnshire. Odrestaurowanym samochodem przewieziono w programie polskiego ambasadora Witolda Sobkowa.

### Dane produkcyjne
| Produkcja samochodów Syrena z podziałem na modele, w sztukach | Produkcja samochodów Syrena z podziałem na modele, w sztukach | Produkcja samochodów Syrena z podziałem na modele, w sztukach | Produkcja samochodów Syrena z podziałem na modele, w sztukach | Produkcja samochodów Syrena z podziałem na modele, w sztukach | Produkcja samochodów Syrena z podziałem na modele, w sztukach | Produkcja samochodów Syrena z podziałem na modele, w sztukach | Produkcja samochodów Syrena z podziałem na modele, w sztukach |
| 100                                                           | 101                                                           | 102                                                           | 102S                                                          | 103                                                           | 103S                                                          | 104                                                           | 105 i 105L                                                    |
| ------------------------------------------------------------- | ------------------------------------------------------------- | ------------------------------------------------------------- | ------------------------------------------------------------- | ------------------------------------------------------------- | ------------------------------------------------------------- | ------------------------------------------------------------- | ------------------------------------------------------------- |
| 4895                                                          | 8347                                                          | 11341                                                         | 141                                                           | 29767                                                         | 391                                                           | 113689                                                        | 3571 (FSO) + 344077 (FSM)                                     |

Łącznie wyprodukowano 521 311 sztuk Syreny, nie licząc egzemplarzy prototypowych, które nie weszły do seryjnej produkcji. Najwięcej FSO wyprodukowała w 1971 roku – 25 229 sztuk, a w FSM produkowano około 40 tysięcy sztuk rocznie. Główną przyczyną zakończenia produkcji było zużycie oprzyrządowania.

### Eksploatacja i krytyka
Pomimo mało nowoczesnej konstrukcji, samochód Syrena cieszył się popytem aż do końca produkcji po 25 latach, co spowodowane było w dużej mierze trudnościami w zakupie nowych samochodów przez nabywców indywidualnych w okresie PRL. Na początku produkcji były one ponadto tańsze w zakupie i eksploatacji od samochodów Warszawa, które były dostępne dla ludności w małej liczbie. Zaletą Syreny było dobre pokonywanie złych dróg, dzięki przedniemu napędowi i dużym kołom. Konstrukcja ramowa zapewniała dużą wytrzymałość. Samochód dzięki swej prostej konstrukcji pozwalał na przeprowadzanie większości napraw we własnym zakresie. 
Do newralgicznych części samochodu należały homokinetyczne przeguby napędowe, które zawodziły szczególnie przy częstym dynamicznym ruszaniu ze skręconymi kołami. Problemem były często przytrafiające się drobne usterki oraz duży hałas generowany przez jednostkę napędową. Bolączką Syren modelu 101-103 był zbyt mało wydajny układ chłodzenia, poprawę przyniosła w modelu 104 (nowy silnik S-31) modernizacja układu chłodzenia z samoczynnego na wymuszony. Samochód miał blachy nadwozia mało odporne na korozję – sytuację poprawiało zastosowanie nadkoli w błotnikach. Masa samochodu była znaczna, co wynikało z konstrukcji ramowej i przejęcia wielu podzespołów z samochodu FSO Warszawa. Znaczna bezwładność cieplna silnika powodowała duże zużycie paliwa podczas jazdy zimą na krótkich odcinkach. Samochód z racji swojego napędu musiał być zasilany poprzez mieszankę benzyny z olejem (proporcja 30:1-25:1). Produktem spalania tej mieszanki były spaliny o charakterystycznym niebieskim kolorze i zapachu, dzięki czemu samochód zyskał popularne przezwisko „Skarpeta”. Przeciętny przebieg międzynaprawczy jednostki napędowej wynosił 50 000-70 000 km.

### Dane techniczne Syren 100-105
Dane techniczne Syren 100-105 (w nawiasie oznaczenie modelu):

#### Wymiary
- wysokość – 1530 mm (100), 1515 mm (101-105)
- szerokość – 1520 mm (100), 1560 mm (101), 1565 mm (105)
- długość – 4058 mm (100), 4040 mm (101-105)
- masa pojazdu – 950 kg (100), 930 kg (101), 970 kg (103), 940 kg (105)

#### Nadwozie
- metalowy, dwudrzwiowy sedan
- szyba przednia i tylna – panoramiczna
- szyby drzwiowe:
  - przednia – obrotowa
  - tylna – opuszczana
- szyba boczna tylna – nieruchoma

#### Podwozie
- konstrukcja ramowa, rama podłużnicowa, spawana z belek o przekroju prostokątnym.
- napęd – przedni
- zawieszenie przednie – niezależne, na półeliptycznym resorze piórowym i dolnych wahaczach poprzecznych (100), resor poprzeczny, wahacze, amortyzatory teleskopowe dwustronnego działania (101)
- zawieszenie tylne – zależne, na półeliptycznym resorze piórowym z jednym amortyzatorem hydraulicznym podwójnego działania (100), oś pływająca (resor poprzeczny jednym końcem zamocowany do osi, drugim oparty ślizgowo, przy uginaniu zawieszenia następuje poprzeczne przesuwanie osi), jeden amortyzator dźwigniowo-tłoczkowy dwustronnego działania (101)

#### Silniki
- S-15 (100-102)
  - rodzaj – dwusuwowy, gaźnikowy
  - pojemność skokowa – 746 cm³
  - układ cylindrów – pionowy
  - liczba cylindrów – 2

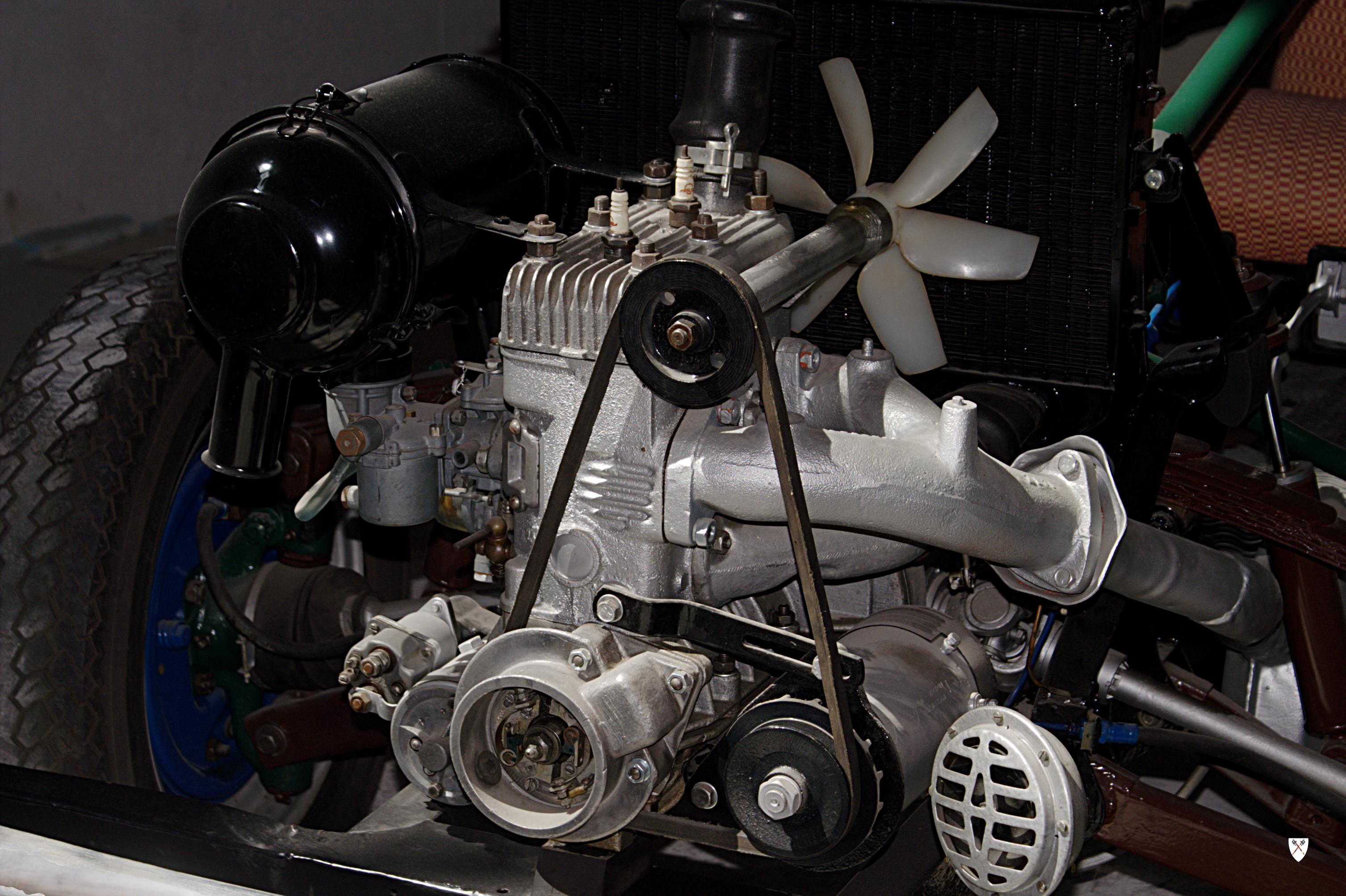
Silnik S15 albo S-150

  - moc maksymalna – 27 KM przy 3800 obr./min
  - prędkość maksymalna – ok. 100 km/h
  - średnie zużycie paliwa – ok. 8–9 litrów/100 km
- S-150 (103)
- S-31 (104-105)
  - rodzaj – dwusuwowy, 3-cylindrowy, gaźnikowy z przepłukiwaniem zwrotnym
  - pojemność skokowa – 842 cm³
  - stopień sprężania 7,0-7,2
  - moc maksymalna – 40 KM przy 4300 obr./min
  - maksymalny moment obrotowy (według PN) – 8 kGm (78 Nm) przy 2750 obr./min
  - gaźnik – poziomy JIKOV 35 POH/048
  - masa suchego silnika – 88 kg
  - prędkość maksymalna – 120 km/h
  - prędkość ekonomiczna – 60-80 km/h
  - średnie zużycie paliwa – 8,8 l/100 km
  - zużycie paliwa: eksploatacyjne – 7,5–9,5 l/100 km
- AWE-312 (102S/103S)
  - rodzaj – dwusuwowy, gaźnikowy
  - pojemność skokowa – 992 cm³
  - układ cylindrów – rzędowy, pionowy
  - liczba cylindrów – 3
  - moc maksymalna – 40 KM przy 4200 obr./min
  - prędkość maksymalna – 125 km/h
  - zużycie paliwa – 7,8–9,5 l/100 km

#### Skrzynia biegów
- czterobiegowa z biegiem wstecznym
  - niesynchronizowana: modele 100 do 103[11]
    - I bieg: 3,91:1
    - II bieg: 2,37:1
    - III bieg: 1,525:1
    - IV bieg: 0,965:1
    - Wsteczny: 7,5:1

  - synchronizowana: modele 104 i 105

## Modele osobowo-towarowe
Pierwsze próby stworzenia samochodu dostawczego na bazie Syreny podjęto w 1968 roku. Skonstruowano wtedy pick-upa i furgon na bazie Syreny 104. Konstruktorami obu tych samochodów byli inżynierowie FSO Czesław Piechur i Stanisław Łukaszewicz. Pomimo dużego zainteresowania nie znaleziono środków potrzebnych do kontynuacji prac. Ostatecznie decyzja o budowie samochodów zapadła w 1971 roku.

### Syrena Bosto

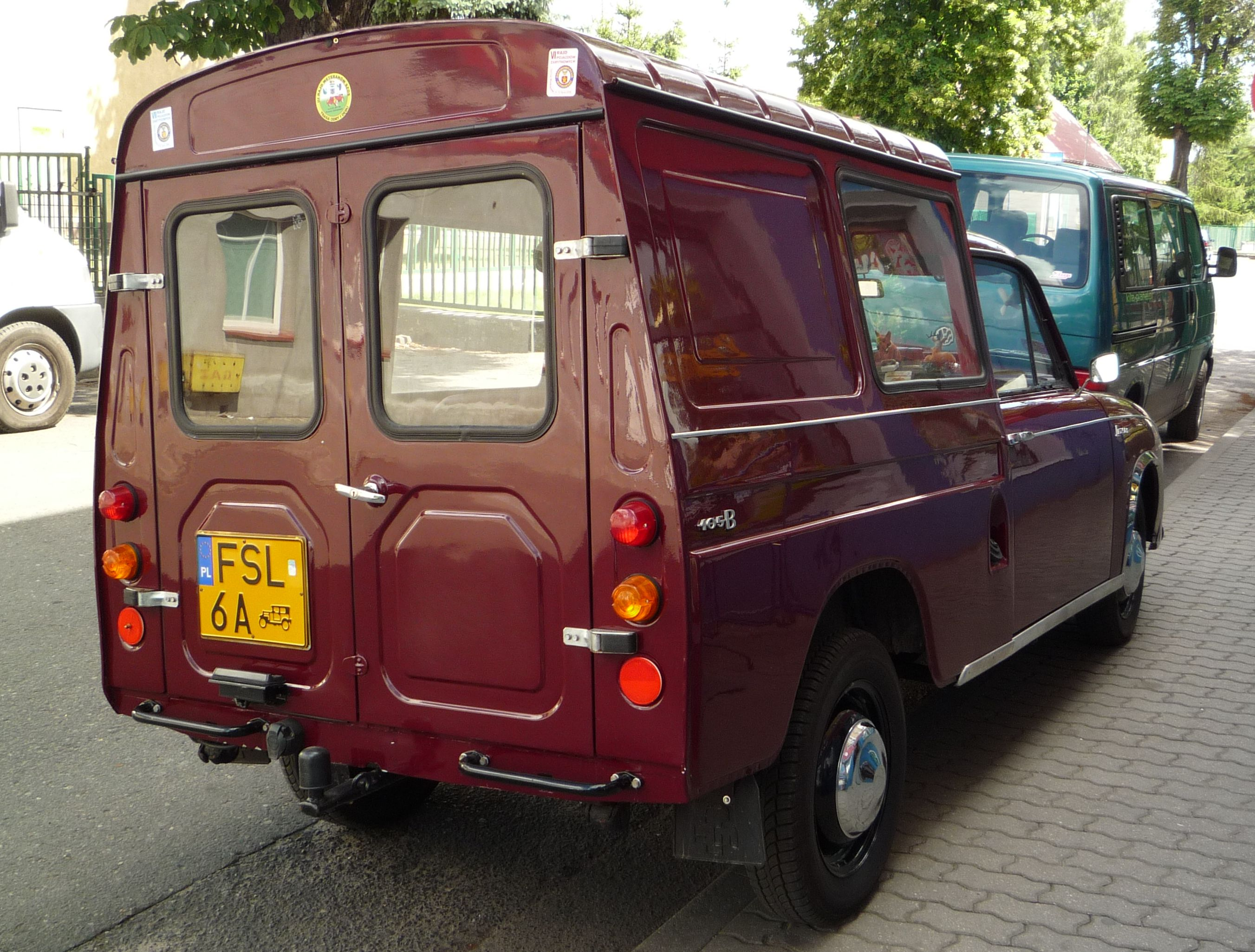
Tył Syreny Bosto

Syrena Bosto – wersja dostawcza samochodu Syrena („Bosto” to skrót od określenia bielski osobowo-towarowy), produkowana przez bielskie zakłady FSM od 1975 do 30 czerwca 1983 roku, za projekt plastyczny odpowiadał prof. Cezary Nawrot. Samochód oznaczony był pierwotnie jako Syrena 104 B i pokazywany był w czasie ogólnopolskich dożynek w Myślęcinku z jednoosiową przyczepką o masie 97 kg i ładowności 200 kg. Sam samochód miał ładowność zwiększoną do 500 kg dzięki zastosowaniu innej osi tylnej zawieszonej na wahaczach i drążkach skrętnych.
Syrena Bosto przeznaczona była do przewozu czterech osób i 200 kg bagażu. Do budowy prototypu wykorzystano przednią część nadwozia Syreny 104, tylna część ładunkowa była zaś zupełnie nową konstrukcją. Główną zmianą była łamana oś tylna (dla obniżenia poziomu podłogi) oraz dwa piórowe resory podłużne, w miejsce jednego poprzecznego. Zmiana układu tylnego zawieszenia wymusiła przedłużenie tylnej części ramy samochodu. Dostęp do części użytkowej odbywał się poprzez duże, dwuskrzydłowe, przeszklone drzwi. Miejsce na koło zapasowe zostało wydzielone na specjalnym stelażu na dachu kabiny kierowcy. W późniejszych latach pojazd zmodernizowano, używając do jego produkcji podzespołów Syreny 105, w tym systemu otwierania drzwi.

### Syrena R-20
Syrena R-20 – dostawcza wersja samochodu Syrena produkowana od 1972 roku do 30 czerwca 1983 w Fabryce Samochodów Małolitrażowych – Bielsko-Biała.
Prace nad rolniczą wersją Syreny trwały od 1971 roku. Stworzono wtedy trzy prototypy (R-1, R-2 i R-3). 3 grudnia 1971 roku 17 sztuk samochodu przekazano do próbnej eksploatacji rolnikom i w wyniku zebranych doświadczeń rozpoczęto w 1972 seryjną produkcję.
Syrenę R-20 zbudowano na bazie Syreny 105 jako osobowo-towarowy pojazd dla rolnictwa do przewozu ludzi i niewielkich ładunków. Syrena R-20 zaprezentowana w 1972 roku w czasie ogólnopolskich dożynek w Myślęcinku miała 2-osobową metalową kabinę kierowcy, wyposażoną jak Syrena 105, a także elementy podwozia z modelu 105. Skrzynia ładunkowa o powierzchni 2 m² umożliwiała przewóz 350 kg ładunku.
Całkowita ładowność R-20 wynosiła 400 kg, co w połączeniu z niemożnością holowania przyczepy dawało niskie możliwości użytkowe. W roku 1974 powstała wersja rozwojowa tego modelu oznaczona jako R 20 M o zwiększonej powierzchni ładunkowej i obniżonym progu załadunku. W kolejnych latach skonstruowano jeszcze furgon R 20 F ze zdejmowaną nadbudową skrzyni ładunkowej wykonaną z blachy stalowej wyposażoną w oszklone drzwi tylne podnoszone do góry.

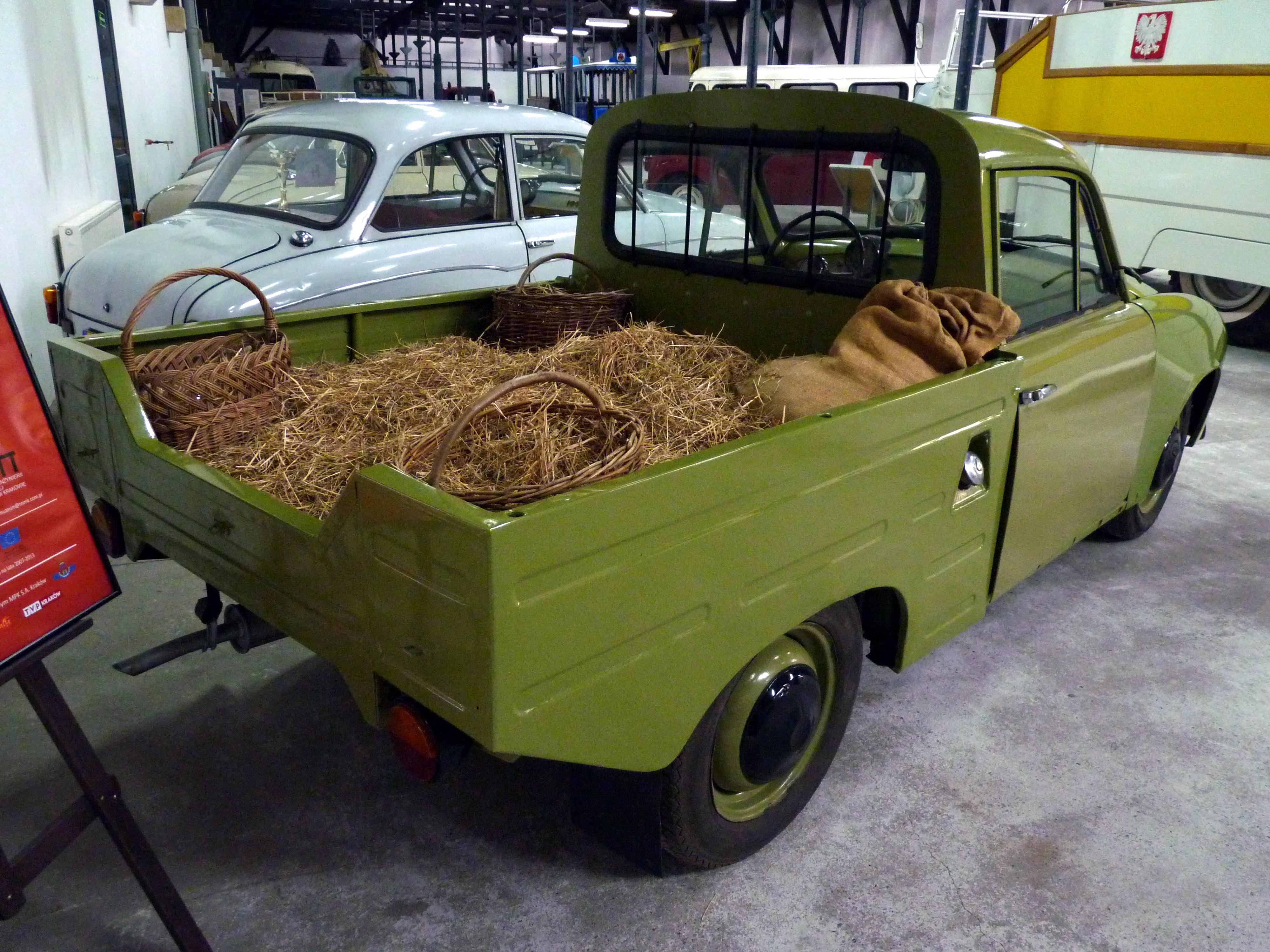
Tył Syreny R-20 z Muzeum Inżynierii Miejskiej w Krakowie

## Prototypy
W ciągu 28 lat produkcji samochodów Syrena wprowadzono wiele zmian konstrukcyjnych udoskonalając kolejne seryjne wersje tych pojazdów. W toku prac nad nowymi modelami powstało wiele prototypów, które nigdy nie weszły do seryjnej produkcji.

### Syrena Sport

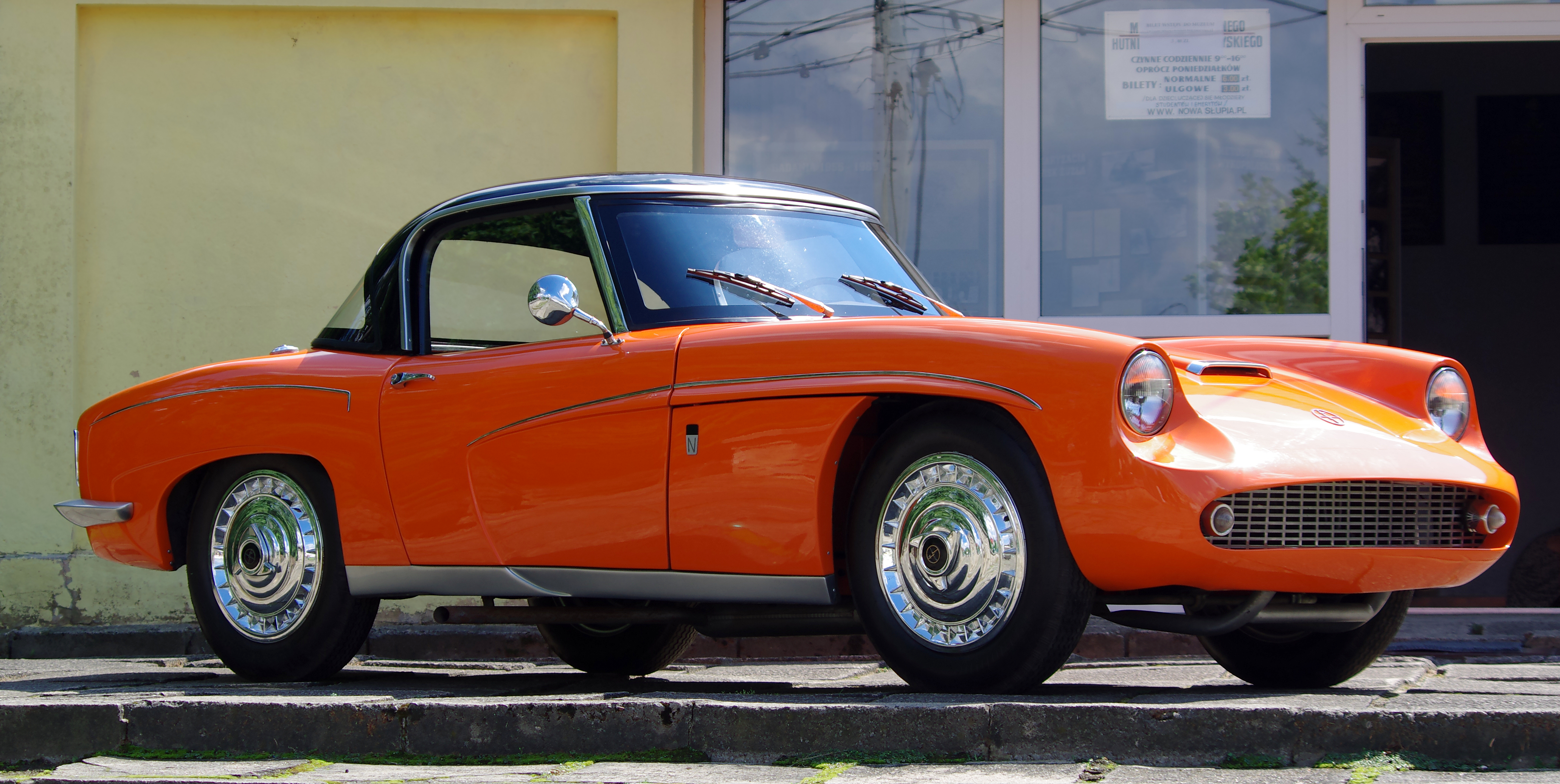
Replika FSO Syreny Sport

Na początku lat 60. XX wieku grupa inżynierów FSO stworzyła Syrenę Sport. Samochód zaprojektowany przez Cezarego Nawrota, którego konstrukcję opracował Stanisław Łukaszewicz, był całkowitą nowością, z nadwoziem wykonanym z laminatu opartym na nośnej płycie podłogowej. Podczas budowy korzystano z podzespołów Syreny.
Mimo iż projekt cieszył się sporym zainteresowaniem, spotkał się z niechęcią władz komunistycznych. Prototyp Syreny Sport stał w magazynach Ośrodka Badawczo-Rozwojowego w Falenicy do lat 70. XX wieku. Następnie wydano decyzję by go zniszczyć. Pracownicy starali się za wszelką cenę uratować unikalny prototyp, lecz specjalna komisja pilnowała, żeby całe nadwozie doszczętnie rozbić.

### Syrena Mikrobus
Prace nad Syreną Mikrobus rozpoczęto w 1959 roku ze względu na duże zapotrzebowanie na tego typu samochody. Zapotrzebowanie na auto zgłaszano m.in. w służbie zdrowia (jednonoszowy ambulans) oraz w poczcie na samochód dostawczy.
W 1960 roku wykonano prototyp 3-drzwiowego mikrobusu dla 7 osób, na bazie Syreny. Nadwozie tego pojazdu o konstrukcji drewniano-stalowej zaprojektował inż. Cezary Nawrot. Przystosowane było do małoseryjnej produkcji poza FSO. Blaszane elementy poszycia zewnętrznego nie wymagały głębokiego tłoczenia. Był to pierwszy w dziejach Polski samochód określany obecnie jako minivan.
Samochód miał trzy rzędy siedzeń, dwa ostatnie można było wyjmować. Tworzyła się wtedy dosyć duża (1,7 na 1,3 m) płaska powierzchnia ładunkowa.
Do napędu pojazdu użyto silnika S-15. Przednie zawieszenie oraz układy kierowniczy i hamulcowy pozostały bez zmian w porównaniu z seryjną Syreną. Dopuszczalne obciążenie mikrobusu to 480 kg, sama Syrena bez załadunku ważyła 900 kg. Istotną wadą konstrukcji było trzydrzwiowe nadwozie. Według dzisiejszych standardów, Syrena Mikrobus była właściwie modelem kombi, nazwa „Syrena Kombi” występująca w niektórych źródłach dotyczy tego właśnie modelu.
Inspiracją dla konstruktorów był Lloyd Motoren-Werke LT600, który podczas projektowania był w posiadaniu FSO.

### Syrena Kombi
W 1961 roku powstał prototyp samochodu trzydrzwiowego, czteroosobowego Syrena Kombi, który powstał poprzez zmianę tylnej części nadwozia seryjnej Syreny. Nadwozie zaprojektowali inżynierowie Stanisław Łukaszewicz i Czesław Piechur. Przekonstruowanie tylnego zawieszenia (podobnie jak w Syrenie Mikrobus) pozwoliło uzyskać płaską i nisko umieszczoną podłogę w części bagażowej auta. Przednie zawieszenie na poprzecznym resorze piórowym, dwusuwowy silnik S-15 o pojemności 744 cm³ i mocy 27 KM (20 kW) oraz skrzynia biegów – pozostały bez zmian.

### Syrena 110

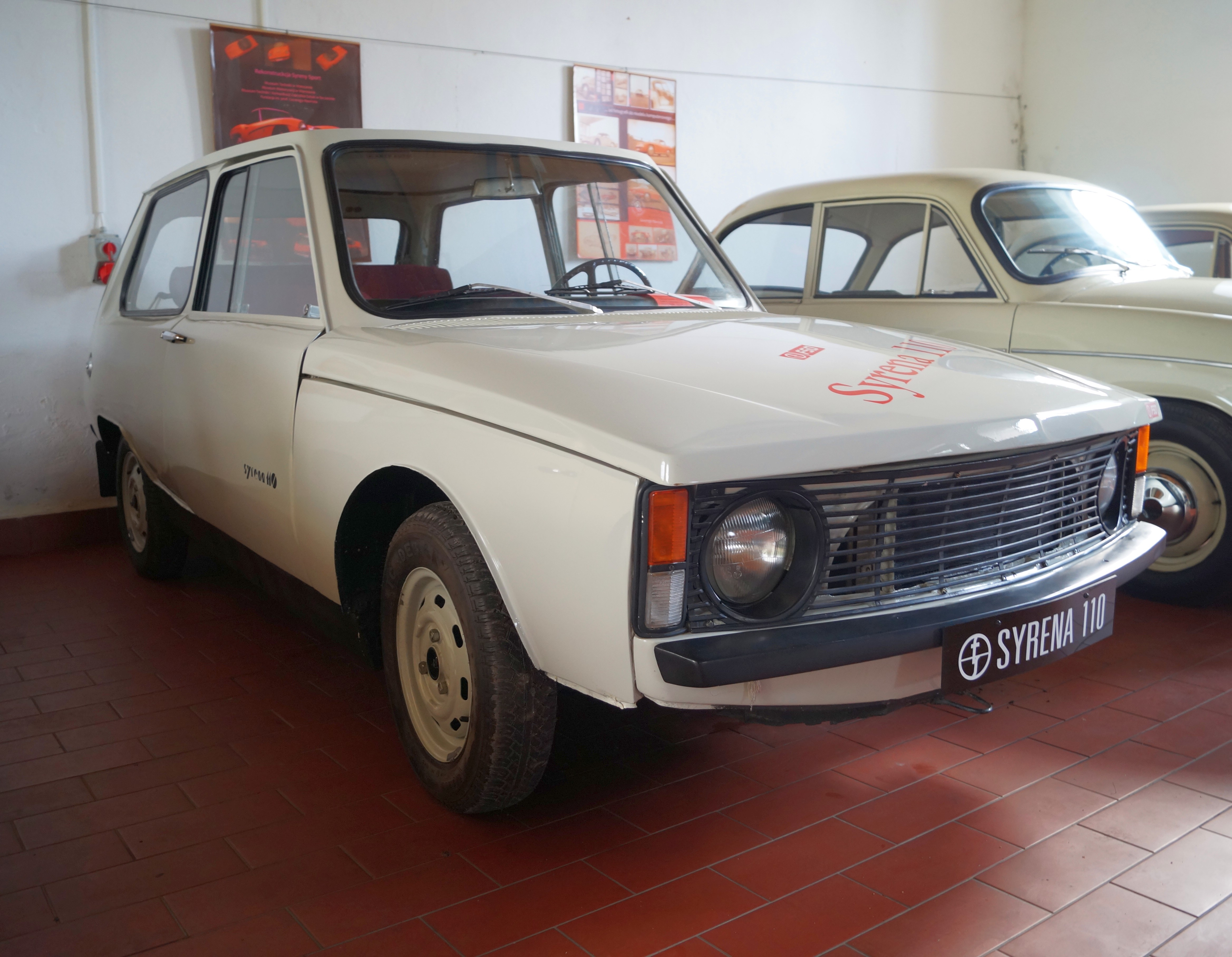
FSO Syrena 110

W roku 1961 Biuro Konstrukcyjne Przemysłu Motoryzacyjnego (BKPMot) rozpoczęło prace nad stworzeniem nowego samochodu małolitrażowego mającego zastąpić Syrenę 104. Równolegle do prac BKPMot trwały prace zespołu konstruktorów w Fabryce Samochodów Osobowych na Żeraniu nad skonstruowaniem nowego samochodu popularnego – Syreny 110. W roku 1964 oba zespoły połączyły się, aby wspólnie pracować nad nowym polskim samochodem.
Aby sprostać wymaganiom, skonstruowano zupełnie nowe lekkie samonośne 3-drzwiowe nadwozie typu hatchback. W zawieszeniu zastosowano resorowanie niezależne, na sprężynach spiralnych i wahaczach. Z modelu 104 przejęto sprzęgło i skrzynię biegów. W drugiej kolejności zamierzano zbudować nowoczesny silnik 4-suwowy, jednak to zadanie odłożono na przyszłość skupiając się na dopracowaniu nowego 3-cylindrowego, ale wciąż 2-suwowego, silnika S-31 o pojemności 842 cm³ i dobrych cechach trakcyjnych, przy umiarkowanym zapotrzebowaniu na paliwo.
Pomimo nowoczesnej konstrukcji i osiągów na światowym poziomie, w latach 1965–1966 wykonano tylko około 20 samochodów serii próbnej przeznaczonych do prób drogowych, a prace nad Syreną 110 zarzucono ze względu na zakup licencji na Fiata 125p.

### Syrena Laminat
Prototyp samochodu 5-osobowego, z dwudrzwiowym nadwoziem z laminatu, wykorzystującym część elementów z nadwozia Syreny 104.
W 1968 roku postanowiono definitywnie przenieść produkcję Syreny z Warszawy do Bielska-Białej, co wiązało się z zakończeniem produkcji modelu 104. Przez siedem kolejnych lat produkowano części zamienne do 104, a wówczas częściami zamiennymi były także kompletne nadwozia. Inż. Stanisław Łukaszewicz zaproponował zbudowanie kompletnego nadwozia z tworzywa sztucznego. Zaprojektowane przez niego i skonstruowane z Władysławem Kolasą nowe nadwozie z żywic było trwałe i wytrzymałe na urazy. Nowe auto nazwano Syreną Laminat.
W porównaniu do 104 unowocześniono kształt maski, pokrywy bagażnika, przednich i tylnych zderzaków oraz zmieniono kształt deski rozdzielczej.
Nowe nadwozie miało być częścią zamienną do każdego modelu Syreny. Musiało więc pasować do każdej Syreny (100, 101, 102, 103, 104) dlatego zlecono badania pod nazwą projekt 316/66. Każde z nadwozi na podwoziach kolejnych modeli Syren trafiło do jazd testowych trwających nawet 3 lata. Dla Laminatu wykonano nowe wnętrze, które było dużo nowocześniejsze od tego z modeli produkcyjnych.

### Syrena 607
Syrena w wersji hatchback (z otwieraną wraz z szybą tylną klapą) została zaprojektowana w latach 1970–1971 przez inżynierów Stanisława Łukaszewicza, Zbigniewa Wattsona i Zygmunta Grochowskiego, na bazie części z Polskich Fiatów 126p i 125p oraz Zastavy 1100p. Wydłużono rozstaw osi i zmieniono tył nadwozia. Jedyny istniejący egzemplarz, który latach 70. miał zostać zniszczony, odnaleziono w 2011 roku. Od 1974 roku samochód był przechowywany w garażu w okolicy Bielska-Białej. Trwają prace nad rekonstrukcją nadwozia.
5-osobowy, 3-drzwiowy hatchback posiadał trzycylindrowy silnik S-31 o pojemności 842 cm³ i mocy 40 KM.

### Syrena R-1, R-2, R3
Źródło:

W 1971 roku sprecyzowano założenia jakie powinno spełniać „auto dla rolników”: umożliwiać przewóz ludzi i ładunków po drogach nie najlepszej jakości; ładowność minimum 400 kg, moc ok. 35 KM, prędkość maksymalna ok. 80 km/h, okres eksploatacji od 8 do 10 lat. Powstało kilka prototypów rolniczej Syrenki.

#### Syrena R-1
Auto zostało nieznacznie zmodyfikowane względem wersji osobowej: zmianie uległa tylna część nadwozia, którą wyposażono w składany dach. Podłoga w części ładunkowej nie była płaska, gdyż krył się pod nią zbiornik paliwa, koło zapasowe i schowek na zestaw narzędzi dostępny zarówno od wewnątrz, jak i z zewnątrz. Pojazd miał też niewielką ładowność wynosząca tylko 380 kg; przestrzeń ładunkowa miała następujące wymiary maksymalne: 1500 × 900 × 700 mm.

#### Syrena R-2
R-2 to modyfikacja R-1. Auto powstało jedynie na papierze. Pozostała dokumentacja uwzględniała dwie wersje nadwoziowe: z blaszanym i składanym brezentowym dachem.

#### Syrena R-3
Bezpośrednia poprzedniczka Syreny R20 wykonana na bazie Syreny 104. Przód i wnętrze pochodziły z osobowej Syreny. Tylną część nadwozia stanowiła blaszana skrzynia ładunkowa. Ładowność samochodu wynosiła 500 kg, a ograniczona brezentową opończą przestrzeń ładunkowa, miała wymiary 1430 × 1420 × 890 mm. Na bazie tego modelu powstała seryjna Syrena R-20, której produkcję seryjną rozpoczęto w 1972 r. w Fabryce Samochodów Małolitrażowych w Bielsku-Białej.

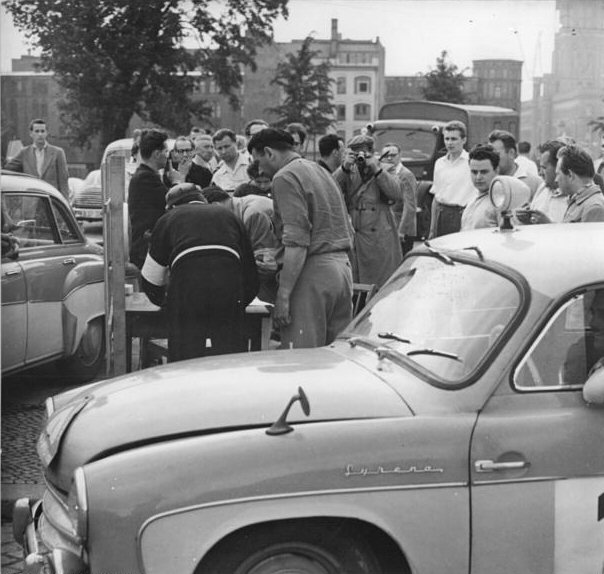
Syrena podczas rajdu Moskwa-Praga, 1960

## Syreny w sporcie
Samochody Syrena uczestniczyły także w sporcie samochodowym, między innymi w latach 60. XX wieku w Rajdzie Monte Carlo. W 1960 w rajdzie wzięła udział załoga w składzie Marek Varisella i Marian Repeta, startująca na Syrenie 101 z dwucylindrowym silnikiem o mocy 28 KM i standardową skrzynią biegów, a od seryjnego różniący się dodatkowymi reflektorami, pasami bezpieczeństwa i drobnymi dodatkami, kończąc rajd na 99. miejscu na 149 sklasyfikowanych załóg. Druga załoga: Marian Zatoń z pilotem Stanisławem Wierzbą, została sklasyfikowana na 136. miejscu. Rok później w rajdzie wzięło udział sześć polskich załóg, z czego cztery na Syrenach 101. Dwie z nich nie ukończyły rajdu, jedna z powodu awarii instalacji elektrycznej, druga natomiast z powodu przekroczenia 90-minutowego limitu spóźnień. Dwie sklasyfikowane załogi zajęły miejsca 96. (Stanisław Wierzba z Longinem Bielakiem) i 126.
W 1962 roku wystartowały w Rajdzie Monte Carlo cztery Syreny 102, dwie z nich ukończyły rajd, na miejscach 210. i 222. Ostatni start Syren w Rajdzie Monte Carlo miał miejsce w roku 1964. Wystartowały trzy załogi na samochodach Syrenach 103S wyposażonych w silniki Wartburga 1000. Wszystkie przekroczyły dopuszczalny limit spóźnień, nie kończąc rajdu.
Obecnie fani zabytkowych samochodów mogą brać udział w organizowanym z myślą o nich Rajdzie Samochodów Historycznych Monte Carlo. Biorą w nich udział również załogi startujące na samochodach marki Syrena.

## Kalendarium
- maj 1953 – podjęcie decyzji o rozpoczęciu prac konstrukcyjnych
- sierpień 1953 – rozpoczęcie prac konstrukcyjnych
- grudzień 1953 – budowa przedprototypu
- 1955 – prezentacja prototypów Syreny na Targach Poznańskich
- 20 marca 1957 – rozpoczęcie produkcji modelu 100
- 1960 – rozpoczęcie produkcji modelu 101
- 1960 – budowa prototypu Syreny Mikrobus
- 1 maja 1960 – prezentacja prototypu Syreny Sport
- 1961 – budowa prototypu Syreny Kombi
- 1962 – rozpoczęcie produkcji modelu 102
- 1963 – rozpoczęcie produkcji modelu 103
- 1966 – rozpoczęcie produkcji modelu 104
- 1966 – prezentacja modelu 110
- 1968 – pierwsze próby skonstruowania wersji dostawczej Syreny 104
- 1968 – opracowanie projektu Syreny Laminat
- 1971 – prototypy wersji dostawczej Syreny (R-1, R-2, R-3)
- 21 sierpnia 1972 – przeniesienie produkcji do Fabryki Samochodów Małolitrażowych (FSM) w Bielsku-Białej, po wyprodukowaniu 177 234 sztuk, rozpoczęcie produkcji modelu 105
- 1973 – rozpoczęcie produkcji seryjnej wersji dostawczej R-20
- 1975 – rozpoczęcie produkcji seryjnej wersji dostawczej Bosto
- 30 czerwca 1983 – zakończenie produkcji po wyprodukowaniu 521 311 sztuk

## Syrena w kulturze masowej
- W filmie Kochajmy syrenki z 1966 Syrena „zagrała” główną rolę.